# Det började för längesen
Det började för längesen är ett musikalbum av Ken Ring från 2014.

## Skiva 1
| Spår | Låttitel                    | Producent/er | Medverkande gäst/er | Tid  |
| ---- | --------------------------- | ------------ | ------------------- | ---- |
| 1    | Själen av en vän            |              | Million Stylez      | 4:41 |
| 2    | Du och jag                  |              | Samia               | 4:47 |
| 3    | Mamma                       |              | Uno Svenningsson    | 4:00 |
| 4    | Mitt liv                    |              |                     | 4:12 |
| 5    | Alkolismen                  |              |                     | 4:04 |
| 6    | Låter för barnen            |              |                     | 4:08 |
| 7    | Poverty                     |              | Lutan Fyah          | 3:13 |
| 8    | Tittar ner                  |              |                     | 3:33 |
| 9    | Bryter tystnaden            |              |                     | 4:33 |
| 10   | Ensamma mammor              |              |                     | 4:05 |
| 11   | Kelian                      |              |                     | 4:19 |
| 12   | Ber en bön                  |              |                     | 3:20 |
| 13   | Människor som ingen vill se |              |                     | 3:14 |
| 14   | Jag skriver för er          |              |                     | 4:25 |
| 15   | Se dig omkring              |              |                     | 3:58 |
| 16   | Bikten                      |              | Samia               | 3:33 |

## Skiva 2
| Spår | Låttitel                | Producent/er | Medverkande gäst/er        | Tid  |
| ---- | ----------------------- | ------------ | -------------------------- | ---- |
| 1    | Välkommen till Hässelby |              |                            | 3:59 |
| 2    | Ta det lugnt            |              | Keya, Kaliffa              | 3:08 |
| 3    | Hip Hop                 |              |                            | 4:36 |
| 4    | Grabbarna från förorten |              | Chriz, Fada, Henok Fre     | 2:50 |
| 5    | Sthlm city              |              |                            | 4:35 |
| 6    | Bengen spanar           |              | Medina, Allyawan, Kaliffa  | 4:08 |
| 7    | Akta dig för polisen    |              |                            | 3:39 |
| 8    | BB Berättelsen          |              | Gee Dixon                  | 3:36 |
| 9    | Sommartider '98         |              | The Big Fred, Wolf, Houman | 5:52 |
| 10   | Cutta dom               |              |                            | 3:06 |
| 11   | 2000-Talet              |              |                            | 3:30 |
| 12   | Privatfest              |              |                            | 3:47 |
| 13   | Svartskalle             |              | Samia                      | 4:25 |
| 14   | Kaos                    |              |                            | 3:49 |
| 15   | E det sant Ken?         |              |                            | 3:20 |
| 16   | Nu måste vi dra         |              |                            | 3:51 |